# Star (magazine)
Pour les articles homonymes, voir Star.
Star est un tabloïd américain sur les célébrités créé en 1974 par Rupert Murdoch. Il a été créé pour concurrencer The National Enquirer.